# Écoteaux
Écoteaux est une localité et une ancienne commune suisse du canton de Vaud, située dans le district de Lavaux-Oron.
La commune a fusionné, le 1er janvier 2012, avec celles de Bussigny-sur-Oron, Châtillens, Chesalles-sur-Oron, Les Tavernes, Les Thioleyres, Oron-le-Châtel, Oron-la-Ville, Palézieux et Vuibroye pour former la nouvelle commune d'Oron.

## Histoire
Des vestiges d'un établissement romain datant des IIe – IIIe siècles furent découverts par un agriculteur en 1991. Ils constituent les premières traces d'un habitat à Écoteaux.
On retrouve le nom Escotals dans la confirmation par l'évêque de Lausanne, Amédée de Clermont, des biens données à l'abbaye du Hautcrêt en 1154.
Dès le XIIe siècle, Écoteaux fit partie de la seigneurie de Palézieux. Le village en partagea le sort mouvementé jusqu'à la constitution du bailliage bernois d'Oron en 1557, dans lequel il demeura jusqu'en 1798.
En 1664, le village eut son école, commune avec le village voisin de Maracon. Le collège actuel fut construit en 1842 en partie avec les pierres de l'ancien château, dont quelques traces subsistent encore dans la forêt du Châtelard, situé depuis 1872 sur la commune de Maracon.